# Parafia św. Anny w Żegiestowie
Parafia św. Anny w Żegiestowie – parafia rzymskokatolicka znajdująca się w diecezji tarnowskiej, w dekanacie Piwniczna. Erygowana w 1951 przez biskupa tarnowskiego Jana Stepę.

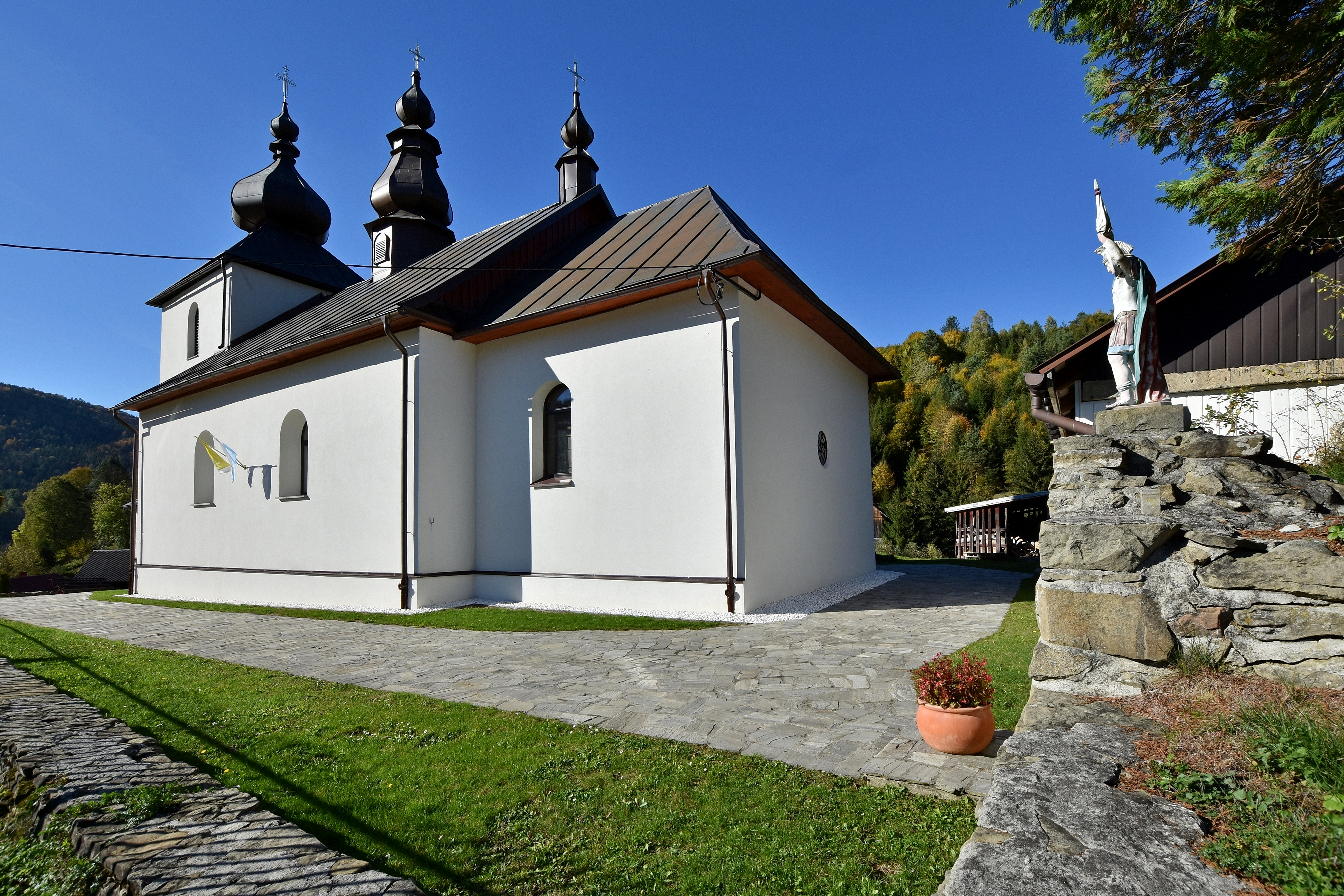
Zubrzyk, kościół filialny w dawnej cerkwi